# Malta International 1980
Die Malta International 1980 im Badminton fanden vom 7. bis zum 10. Mai 1980 in Cottonera statt. Es war die neunte Auflage dieser internationalen Meisterschaften von Malta im Badminton.

## Titelträger
| Disziplin    | Sieger                          |
| ------------ | ------------------------------- |
| Herreneinzel | Joachim Reiche                  |
| Dameneinzel  | Claudia Steidler                |
| Herrendoppel | Axel Rosenow Hommel             |
| Damendoppel  | Claudia Steidler Marion Rosenow |
| Mixed        | Axel Rosenow Marion Rosenow     |

Anmerkungen
Badminton Malta listet im Herrendoppel Joachim Reiche und D. Werntz als Sieger.

## Finalresultate
| Disziplin    | Sieger                          | Finalist                        | Ergebnis          |
| ------------ | ------------------------------- | ------------------------------- | ----------------- |
| Herreneinzel | Joachim Reiche                  | Axel Rosenow                    | 1-15, 15-10, 15-4 |
| Dameneinzel  | Claudia Steidler                | Joyce Abdilla                   | 11-1, 12-10       |
| Herrendoppel | Axel Rosenow Hommel             | Joachim Reiche D. Werntz        | 15-9, 13-15, 15-4 |
| Damendoppel  | Claudia Steidler Marion Rosenow | Joyce Abdilla Marcelle Micallef | 15-6, 15-8        |
| Mixed        | Axel Rosenow Marion Rosenow     | Kenneth Wain Carol Whitehead    | 15-4, 15-12       |